# Slatina (gmina Srebrenica)
Slatina (cyr. Слатина) – wieś w Bośni i Hercegowinie, w Republice Serbskiej, w gminie Srebrenica. W 2013 roku liczyła 114 mieszkańców.